# コーディ・マクファディン
コーディ・マクファディン（Cody McFadyen、1968年 - ）は、アメリカ合衆国の小説家。

## 経歴
1968年、テキサス州に生まれる。ドラッグ問題を抱える人々のカウンセリングなどの社会奉仕活動に従事した後、ウェブ関係のデザイナーとなる。特に、ゲームの分野で活躍した。
30代前半、本格的に執筆活動を開始する。2006年、処女作の『傷痕』（原題:Shadow Man）が大手出版社の目に止まり、デビューを果たす。同作は海外書評誌では『羊たちの沈黙』を凌駕する作品との賛辞を受けており、作風はトマス・ハリスやジェフリー・ディーヴァーなどと比されている。
現在は、妻子と2匹のブラックラブラドール・レトリバーと暮らしながら、執筆活動をしている。

## 作品
FBI捜査官スモーキーシリーズ
- 傷痕 Shadow Man （ 2006年11月 ヴィレッジブックス 長島水際訳）
- 戦慄 The Face of Death （ 2007年11月 ヴィレッジブックス 長島水際訳）
- 暗闇 The Darker Side （ 2010年6月 ヴィレッジブックス 長島水際訳）
- 遺棄 Abandoned （ 2011年10月 ヴィレッジブックス 長島水際訳）